# Črnomelj

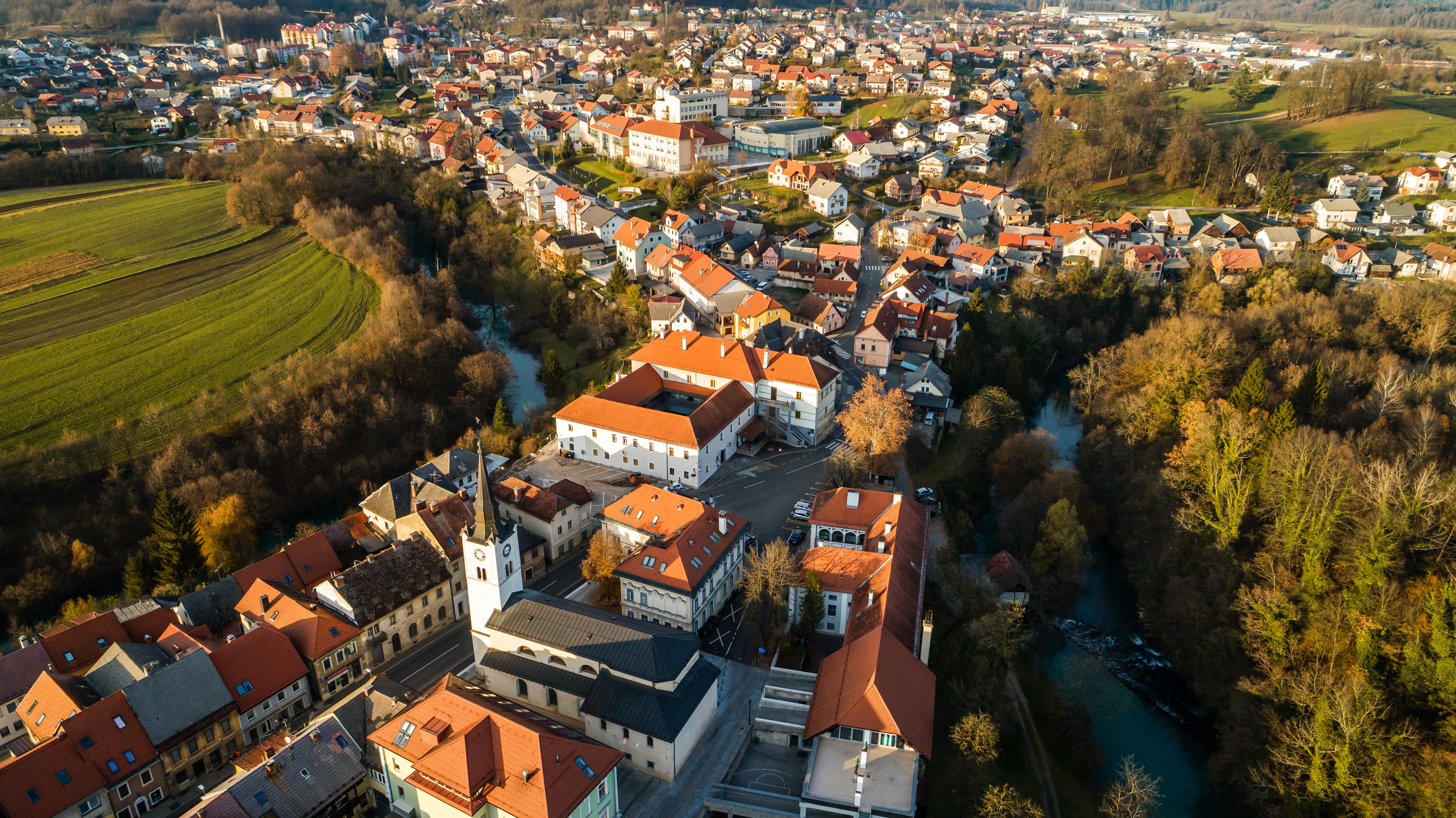
Blick auf Črnomelj

Die Stadt Črnomelj (deutsch Tschernembl, italienisch Cernomegli) ist der Hauptort der Gemeinde Črnomelj in der slowenischen Landschaft Bela krajina.
Der Altstadtkern liegt auf einem schmalen Damm zwischen den Flüssen Lahinja und Dobličica.

## Geschichte
Der Ort war schon in der Hallstatt-Epoche besiedelt. 1407 wurde Črnomelj wegen der bevorstehenden Türkengefahr mit Mauern und einem Burggraben umgeben, aber offenbar schon 1408 von osmanischen Türken niedergebrannt worden. Wiederaufgebaut wurde es 1529 Stützpunkt für Gegenstöße gegen die Türken. Diese Zeit war der Beginn seines Aufschwungs, der bis 1579 andauerte, ehe die Truppen nach der neuen Stadt Karlovac verlegt wurden. Die Burg wurde im Jahr 1165 von Otto Kraški an einer Stelle errichtet, von wo man die Zugänge zur Stadt schützen konnte. In späterer Zeit wurde sie mehrfach umgebaut.
Bis zum Ende des Habsburgerreichs gehörte die Stadt zum Kronland Krain, wobei Črnomelj eine selbständige Gemeinde im Gerichtsbezirk Tschernembl (politischer Bezirk Tschernembl) bildete und Sitz des Bezirksgerichts sowie der Bezirkshauptmannschaft war.

### 20. Jahrhundert
Auf dem Gebiet der Gemeinde Črnomelj wurden drei Massengräber aus der Zeit des Zweiten Weltkriegs gefunden: eins in der Stadt Črnomelj sowie zwei in der Ortschaft Rožič Vrh.
Am 3. Oktober 1943, wurde die Stadt von einem deutschen Flugzeug bombardiert. Dabei wurden zwölf Frauen und Kinder getötet, neun Häuser zerstört sowie zwei schwer beschädigt. Neunzehn weitere Gebäude wurden leichter beschädigt. Es gab vermutlich deswegen nicht mehr Opfer, weil viele ihrer Arbeit in den Weinbergen nachgingen. Die Autorin Alma Karlin, die sich damals in die Bela krajina geflüchtet hatte, beschrieb als Augenzeugin dieses Ereignis, auf das in der Gedenkveranstaltung zum 70. Jahrestag in der ehemaligen Kirche Sveti Duh (Heilig Geist) erinnert wurde.
Nach der italienischen Kapitulation im Zweiten Weltkrieg wurde die Bela krajina sogenanntes „befreites Gebiet“ und dauerhaft von Partisanen gehalten. In Črnomelj tagte am 19. Februar 1945 im heutigen Kulturhaus (Kino) der slowenische Volksbefreiungsrat SNOS, der zu dieser Zeit eine Art Parlament darstellte.

## Sehenswürdigkeiten
Die Pfarrkirche Sankt Peter stammt in ihrer heutigen Form aus der ersten Hälfte des 18. Jahrhunderts, blickt aber eindeutig auf eine sehr lange Tradition zurück, was auch fünf altslawische Gräber in unmittelbarer Nähe zeigen, die bei Ausgrabungen im Jahre 1951 entdeckt worden sind. In den Jahren 2018 und 2019 fand man während archäologischer Ausgrabungen bei der Kirche weitere 310 Skelette, die zum Teil in Gräbern übereinander lagen. Die Toten wurden um die Kirche herum bestattet. Die frühesten Gräber auf dieser Seite der Kirche stammen aus dem Zeitraum 14. bzw. frühes 15. Jahrhundert. Die letzte Bestattung fand dort im Jahre 1806 statt.
Die Altstadt selbst ist ein archäologisches Denkmal, das wegen der reichhaltigen Funde auch „Stadt über der Stadt“ genannt wird. Die Überreste von Gebäuden und Stadtmauern aus der Spätantike und dem Mittelalter sind nämlich im „Pastoralzentrum“ durch einen Glasboden zu besichtigen.
Interessant ist weiterhin das sanierte Malerič-Haus, wo Kunsthandwerksartikel zum Verkauf angeboten werden.
Das Geburtshaus des Dichters und Schriftstellers Miran Jarc in der Ulica Mirana Jarca Nr. 3 wurde sorgfältig restauriert und beherbergt eine Sammlung des Stadtmuseums. Zuletzt war darin die Musikschule untergebracht. Das Gebäude wurde im Jahre 1844 auch als Schulgebäude errichtet. Später wurde es aber für unterschiedlichste Zwecke genutzt, u. a. als Bank, Wohngebäude, Gesundheitszentrum usw. In den Räumlichkeiten wurden Wandbemalungen entdeckt, die zwischen den Jahren 1897 und 1907 entstanden sind und deren Struktur aufgrund ihrer dreidimensionalen Wirkung an Textiltapeten erinnert. Die Restaurierungsarbeiten wurden im Jahr 2012 abgeschlossen.
Das Denkmal des Volksbefreiungskrieges am Grab von 1250 gefallenen Kämpfern und Opfern des Faschismus ist ein Werk des bekannten Bildhauers Jakob Savinšek (1961). Auch das Eingangsportal des Kulturhauses, das typische Szenen aus der Bela krajina darstellt, stammt von ihm.